# Pokémon: The Mastermind of Mirage Pokémon
The Mastermind of Mirage Pokémon (‘El cervell dels Pokémon Miratge’) als Estats Units, coneguda al Japó com a Senritsu no Mirāju Pokemon (戦慄のミラージュポケモン, lit. L'aterridor miratge Pokémon) és un episodi especial de televisió de l'anime Pokémon, creat per al desè aniversari de la franquícia Pokémon. Va ser estrenat als Estats Units el 29 d'abril del 2006 a Kids' WB!. Al Japó, va ser llançat al web oficial com a 戦慄のミラージュポケモン el 13 d'octubre del 2006. A Hispanoamèrica, va ser estrenat per Cartoon Network el 13 de juliol del 2008 en un especial pel dia del nen anomenat «Dia Super Secret».
Aquesta va ser la primera producció doblada per Pokémon USA i TAJ Productions en lloc de 4Kids als Estats Units. A causa del canvi de concessió de llicències, els actors de doblatge que havia treballat durant vuit anys en la versió de 4Kids, van ser reemplaçats per altres actors de veu.